# Echinodorus berteroi
Echinodorus berteroi (Spreng.) Fassett, 1955 è una pianta acquatica della famiglia Alismataceae. È l'unica specie del genere Echinodorus.